# Mutum
Mutum is een gemeente in de Braziliaanse deelstaat Minas Gerais. De gemeente telt 27.123 inwoners (schatting 2009).

## Aangrenzende gemeenten
De gemeente grenst aan Aimorés, Chalé, Conceição de Ipanema, Ipanema, Lajinha, Pocrane, Taparuba, Afonso Cláudio (ES), Brejetuba (ES) en Ibatiba (ES).